# 有畑站
有畑站（日语：／ Arihata eki */?）是位於青森縣上北郡橫濱町字有畑，屬於東日本旅客鐵道（JR東日本）的大湊線車站。

## 歷史
- 1946年（昭和21年）6月10日：車站啟用。
- 1987年（昭和62年）4月1日：伴隨國鐵分割民營化，車站由東日本旅客鐵道（JR東日本）營運[1]。

## 車站構造
此站是設有1面1線單式月台的地面車站。月台上設有木造的候車室，其總樓面為3坪。此站是由大湊站管理的無人車站。

## 車站周邊
- 橫濱町立有畑小學
- 有畑簡易郵局
- 國道279號 (日本)

## 相鄰車站
東日本旅客鐵道（JR東日本）
■大湊線
□快速「下北」
通過
■普通
陸奧橫濱－有畑－近川

## 注腳
1. ↑  『交通年鑑 昭和63年版』 交通協力會，1988年3月。

## 外部連結
- 車站資訊（有畑）：東日本旅客鐵道（日語）